# Young Engineers’ Satellite
Der Young Engineers’ Satellite (YES, auch Teamsat) ist ein Satellit, der nach einer Initiative des niederländischen Raumfahrt-Entwicklungsdienstleisters Delta-Utec SRC gebaut wurde.
Auf dem International Astronautical Congress (IAC) im Oktober 1996 in Peking wurde das Projekt vorgeschlagen. Etwa ein Jahr später, am 30. Oktober 1997 wurde der Young Engineers’ Satellite zusammen mit anderen Projekten als wissenschaftliche Nutzlast beim Qualifikationsstart der Ariane-5G vom Weltraumbahnhof Centre Spatial Guyanais in Französisch-Guayana ins All gebracht.
Über vierzig junge Ingenieure und Studenten aus zehn Ländern bauten den Satelliten in einer Zeit von etwa sechs Monaten. Während der Bauphase in der Erasmus High Bay im Europäischen Weltraumforschungs- und Technologiezentrum in Noordwijk (Niederlande) wurde das Projekt auch von einigen erfahrenen Spezialisten der ESA unterstützt.
An Bord der Satelliten befanden sich einige Experimente, darunter ein GPS-Empfänger, eine Webcam an einem selbst konstruierten On-Board-Computer und ein Tether-Experiment, das aber aufgrund eines kurz vor dem Start geänderten Orbits nicht ausgeführt werden konnte, um andere Satelliten im Geotransferorbit nicht zu gefährden.